# Битва при Кадеше
Би́тва при Каде́ше — сражение между войсками Египетского и Хеттского царств, сильнейших держав Ближнего Востока, в конце XIV — начале XIII веков до н. э.. Войска возглавляли фараон Рамсес II и царь Муваталли II. Столкновение произошло в городе Кадеше на реке Оронт (территория современной Сирии). Хетты, имевшие явное преимущество, не смогли распорядиться им должным образом, что в итоге привело к тактической ничьей и многочисленным потерям с обеих сторон. Хетты одержали стратегическую победу, так как египтяне не сумели занять Кадеш и разбить хеттскую армию, что привело к провалу вторжения. В итоге был заключен мирный договор между хеттами и египтянами. Обе стороны приписали победу себе.
Это сражение стало первым в истории, отображённым в источниках обеих воюющих сторон, что повысило к нему интерес со стороны исследователей военной науки, историков, египтологов и военных всего мира. Кроме того, битва при Кадеше стала последним крупным сражением эпохи бронзового века: хетты уже использовали железное оружие.
Битва при Кадеше произошла на пятый год правления Рамсеса II, что датируется разными источниками концом XIV — началом XIII веков до н. э. или, точнее, 1300, 1296, 1286, 1275, 1274 или 1274—1269 годами до н. э.

## Предыстория
После выдворения правителей XV династии гиксосов египетское Новое царство стало более агрессивно восстанавливать границы государства. Правители XVIII династии Тутмос I, Тутмос III и Аменхотеп II возглавляли многие удачные завоевательные походы, особенно в Сирию и Ханаан.
Во время правления последних фараонов XVIII династии (начиная с конца правления Аменхотепа III и особенно при Эхнатоне) Амарнский архив сообщал о снижении интереса Египта к этому региону. Лишь при последнем правителе этой династии — Хоремхебе — влияние египтян начало возрастать.
Этот процесс продолжился во время правления XIX династии. Как и его отец Рамсес I, Сети I был талантливым военным руководителем и намеревался вернуть Египетской империи былую славу. Надписи на стенах храма в Карнаке описывают его кампании в Ханаане и Сирии. Он взял 20 тысяч солдат и повторно занял оставленные египтянами города, а также заключил неофициальный мир с хеттами. Сети взял под контроль прибрежные области вдоль Средиземноморья и продолжил поход в Ханаан. Вторая кампания вынудила его захватить Кадеш (в честь победы там была построена стела) и Амурру.

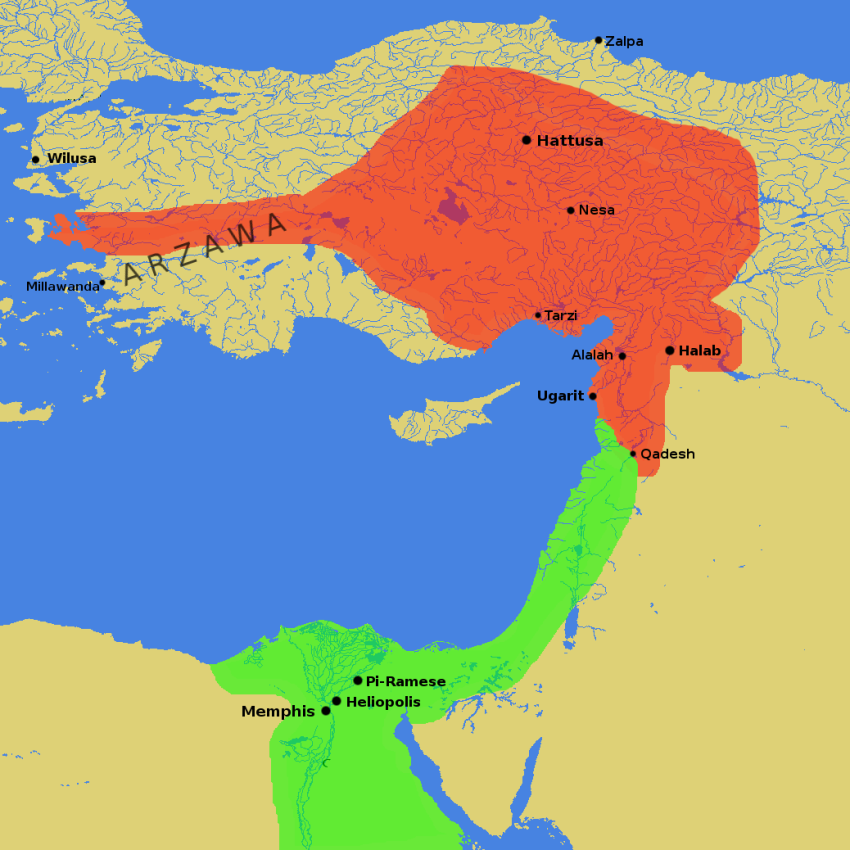
Египетская империя Рамсеса II и Хеттское царство в 1279 году до н. э.

Его сын и наследник Рамсес II продолжил дело своего отца. Исторические хроники описывают, что фараон заказал большое количество оружия для похода на Кадеш в свой пятый год царствования. Легкие египетские колесницы с двумя людьми были быстрее и манёвреннее тяжёлых хеттских с тремя воинами. В то же время, важное военно-техническое нововведение — размещение на хеттских колесницах оси не в задней части, а в середине, — дало возможность разместить на них больше воинов (трёх: возничего с двумя лучниками либо лучником и щитоносцем) и таким образом существенно повысить огневую мощь по сравнению с египетскими (один колесничий и один лучник).
Египетская пехота была вооружена хопешами и боевыми топорами — оружием, пробивавшим хеттские доспехи.
Однако позже области египетского влияния возвратились под хеттский контроль. Египтолог Тревор Брюс предполагает, что город Амурру оставался хеттским.
Предвестниками битвы при Кадеше стали ранние кампании Рамсеса II в Ханаан. На четвёртом году своего правления он направился на север в Сирию для возвращения Амурру или для проверки лояльности вассалов Египта и исследования ландшафта возможных сражений. Эти кампании заставили Муваталли II обратить внимание на продвижение египтян, и на пятом году царствования Рамсеса II противоборствующие силы столкнулись у Кадеша.

## Кадешская кампания

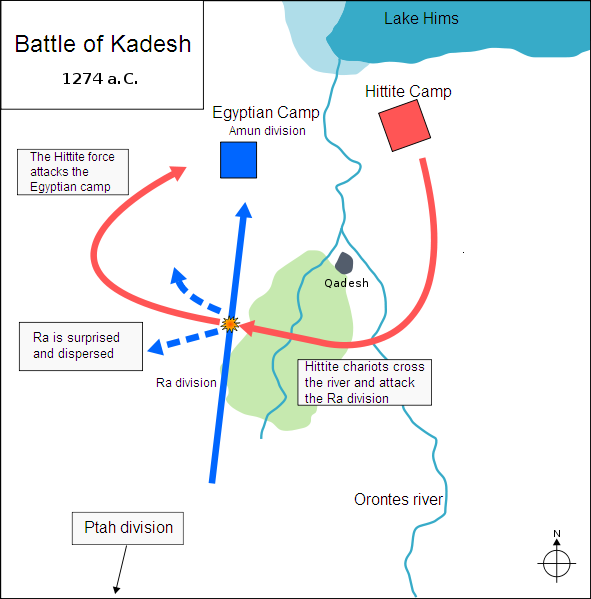
Атака хеттских колесниц на соединение Ра

Рамсес мобилизовал «свою пехоту, свои колесницы и шарденов». Всё свое войско он разделил на четыре корпуса, получившие названия по имени богов: Амон (командиром корпуса был сам Рамсес), Ра, Птах и Сет. После того, как египетские войска перешли границу, они за месяц похода достигли окрестностей Кадеша.
Царь хеттов Муваталли II призвал несколько своих союзников и разместил войска позади «Старого Кадеша».
Рамсес был обманут кочевниками-бедуинами шасу, которые были тайными союзниками хеттов. Когда он находился под Кадешем, имея при себе лишь соединение Амона и личную гвардию, бедуины убедили его в том, что хетты находятся в 200 километрах от Кадеша, около Алеппо. Поверив шасу и пренебрегая собственной разведкой, после долгого марша по пустыне Рамсес разбил лагерь и стал ждать подхода остальных сил.

## Битва

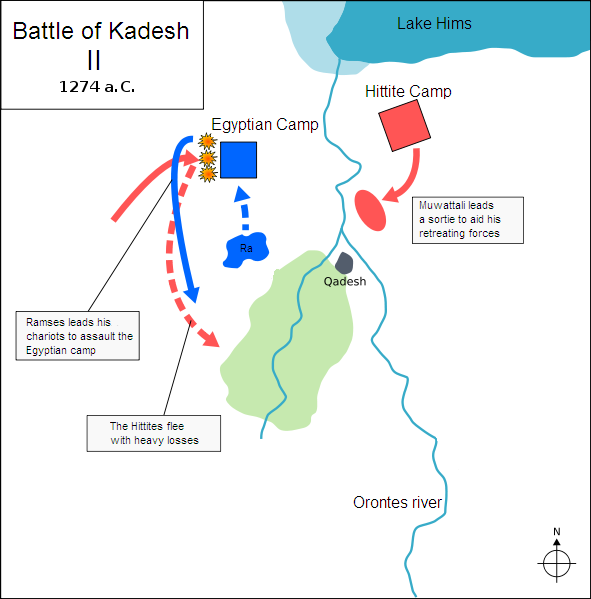
Контратака Рамсеса II

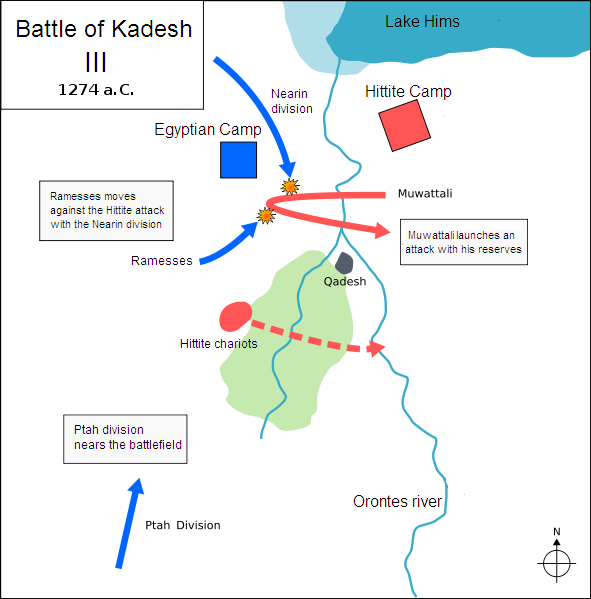
Финальная часть битвы

В действительности хетты находились совсем близко от египетского войска. Они перешли реку, отделявшую их от египтян, и атаковали уже подходивший к лагерю корпус Ра. После недолгого боя хетты разбили корпус Ра, используя численное преимущество, усталость египтян и внезапность атаки, которые позволили им одержать победу почти без потерь. Воины корпуса Ра, среди которых были и дети самого Рамсеса, были перебиты почти полностью, спастись удалось лишь немногим из них. Выжившие добежали до лагеря и посеяли в нём панику.
Несмотря на столь неудачное начало битвы, Рамсес вывел всех имеющихся у него в распоряжении бойцов на равнину. У египтян было преимущество в наличии копьеносцев, которые у большинства армий древности строились строем, напоминавшим эллинскую фалангу. У хеттов в этом бою копьеносцев не было, что сыграло на руку египтянам, ведь вооружение хеттов было лучше, чем у египтян (хетты умели делать железные доспехи и оружие, причём изготовление железа являлось государственной тайной, в то время как в египетской армии металлические доспехи среди пехотинцев распространены не были).
Пока Рамзес строил войско к бою, 2500 хеттских лёгких пехотинцев и три сотни воинов на колесницах захватили лагерь египтян и начали его грабить. Тем временем подошло ещё несколько египетских отрядов, и Рамзес, наведя порядок среди начавших было паниковать солдат, начал атаку. Занятые грабежом хетты были застигнуты врасплох, разбиты и сброшены в реку.
Царь хеттов Муваталли, видя, как на противоположном берегу реки гибнут его воины, бросил в бой пятьсот колесниц и четыре тысячи пехотинцев. Но Рамсес лично возглавил атаку. Завязался бой, в котором важную роль играли колесницы. Так как местность была не слишком ровная, преимущество имели более лёгкие египетские колесницы. К тому же египетские воины, стоящие на колесницах, были вооружены луками, что позволяло поражать врага издалека и избегать лишних передвижений на неровной местности, на которой колесницы могли сломаться. Лишь немногие хеттские колесницы доехали до отрядов египтян, большинство или сломались, или повернули обратно, или все их экипажи были перестреляны египетскими лучниками. Вскоре на равнине закипел бой уже пеших воинов. Хотя у хеттов были лишь лёгкие пехотинцы и немного оставшихся колесниц, они смогли биться на равных с войском Рамсеса, имевшем в своём составе колесницы, копьеносцев и лёгких пехотинцев. Но хеттское войско было многочисленнее, организованнее и сплочённее, к тому же хетты отличались храбростью и вооружение у них было лучше. Рамсес отвёл колесницы в тыл, причём стрелки на египетских колесницах расстреливали любого египтянина, посмевшего бежать с поля боя. К вечеру обе армии с огромными потерями отступили.
Муваталли предложил Рамсесу перемирие, и тот согласился. Обе стороны приписали победу себе, причём египтяне описывали её так, будто Рамсес в одиночку перебил всё хеттское воинство.

## Последствия
В техническом плане, не имея возможности вести осаду Кадеша, Рамсес отступил на юг к Дамаску и в итоге в Египет. Там Рамсес объявил о том, что одержал большую победу, хотя в действительности ему удалось только спасти свои войска. Но в личном плане это сражение стало триумфом для Рамсеса II, который смог объединить своих воинов и переломить ход битвы, избежав при этом плена и смерти.
Спустя 16 лет после битвы при Кадеше безрезультатная для обеих сторон война завершилась заключением египетско-хеттского мирного договора — древнейшего из известных.
Битва при Кадеше воспета в древнеегипетской «Поэме Пентаура», сохранившейся на папирусах Raifet-Sallier, Салье III и в копиях на стенах храмов Луксора, Рамессеума, Абу-Симбела, Абидоса и Карнака.
Хеттские записи дали совсем иную оценку, по которой Рамсес отступил от Кадеша из-за своего поражения. Современные историки пришли к заключению, что сражение стало ничьей, при моральной победе египтян, которые развили новые технологии и провели перевооружение. Стратегически победу одержал Муваталли II, потеряв значительную часть своих колесниц, но удержав за собой Кадеш и прилегающие территории.

Египетские рельефы с упоминанием битвы при Кадеше
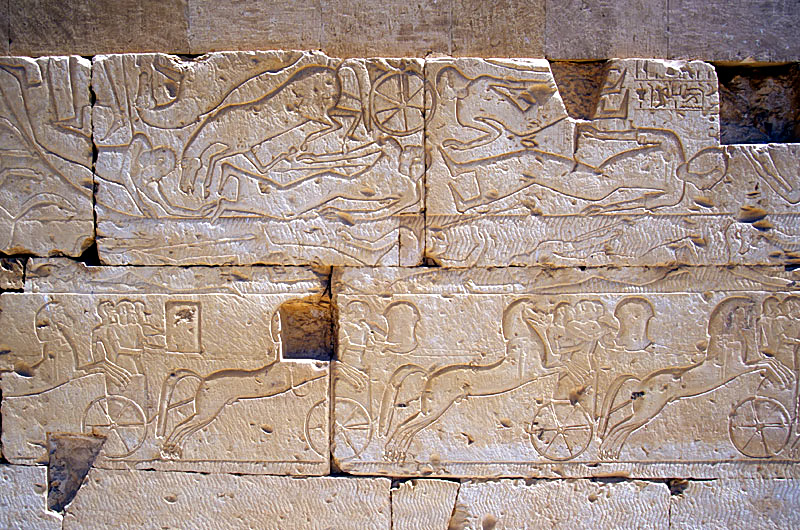
Западная внешняя стена храма Рамсеса II в Абидосе
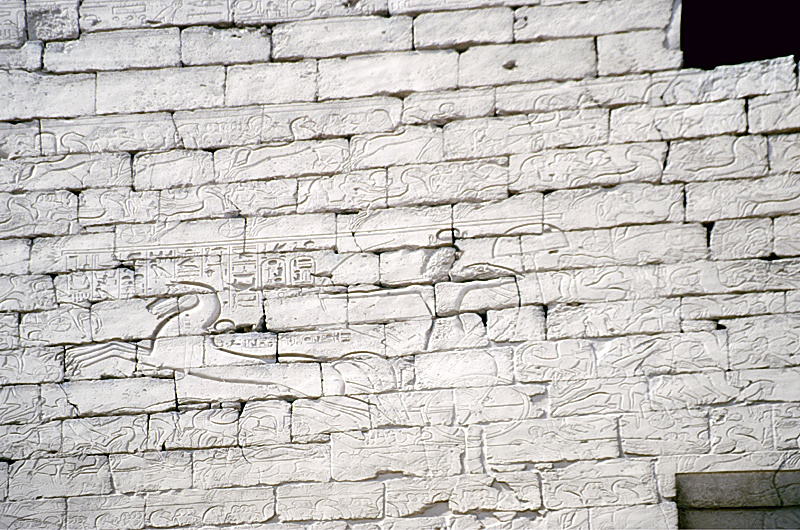
Рамсес II в колеснице атакует врагов. Пилон Луксорского храма
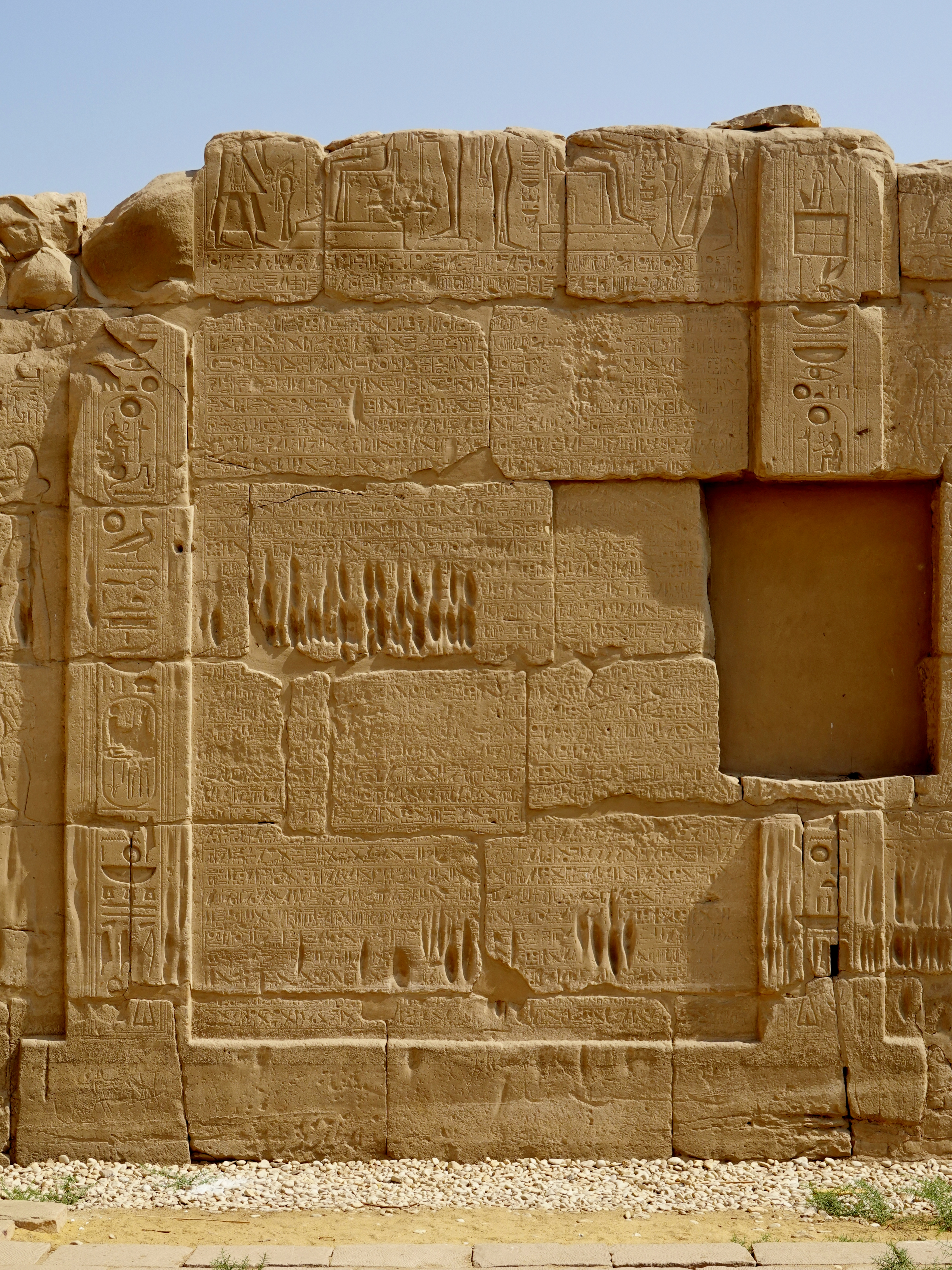
Иероглифический текст мирного договора, заключённого Рамсесом II и Хаттусили III. Карнакский храм
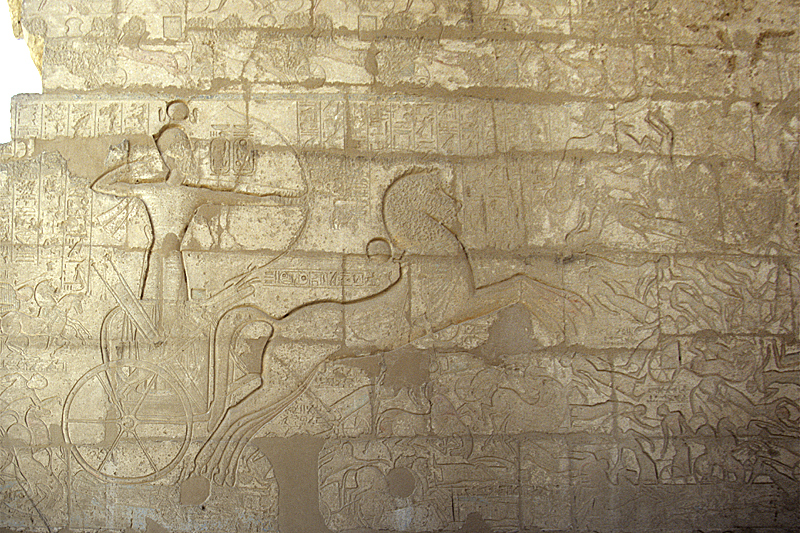
Рамсес II в битве при Кадеше. Северный пилон второго двора Рамессеума, Луксор
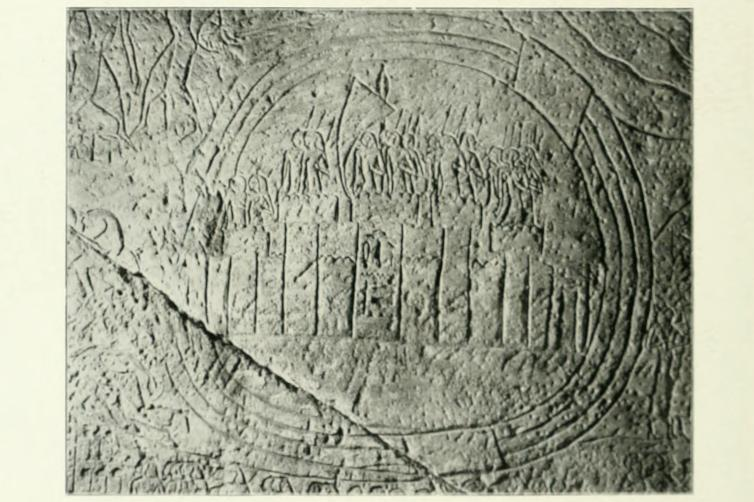
Город Кадеш, окружённый водой, с армией хеттов, один из которых держит штандарт. Абу-Симбел
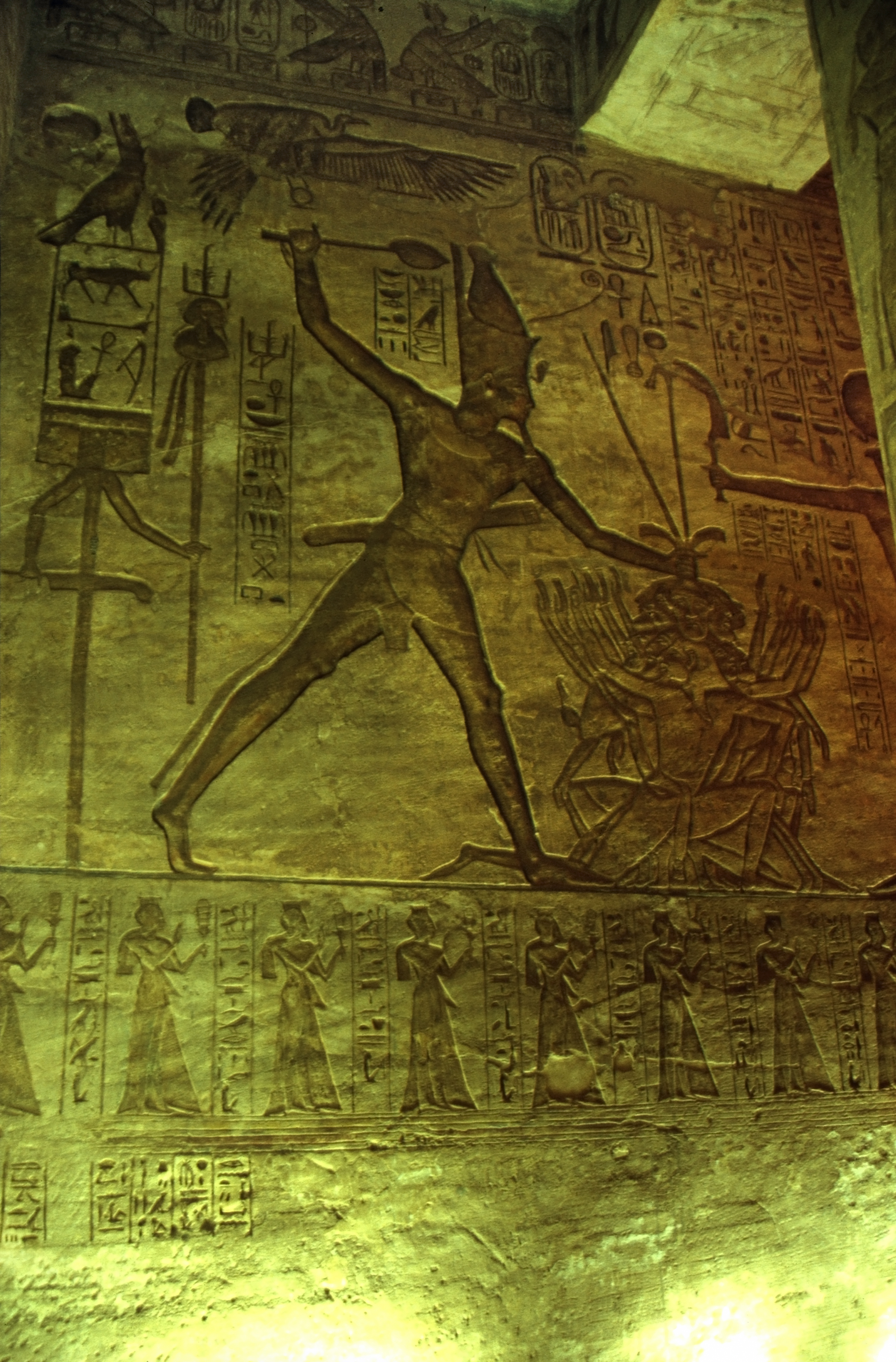
Рамсес II убивает пленников. Главный зал Абу-Симбела
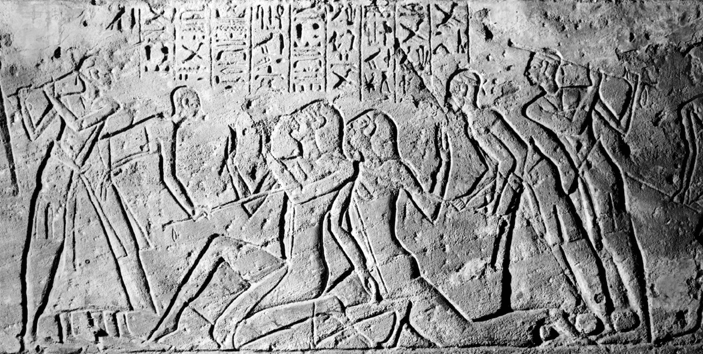
Египтяне бьют шпионов шасу